# Навсифой (кормчий)
Навсифой (др.-греч. Ναυσίθοος «стремительный мореплаватель») — персонаж древнегреческой мифологии. Согласно Филохору, кормчий Тесея во время его плавания на Крит. Помощником кормчего был Феак. Статуи Навсифоя и Феака Тесей воздвиг в Фалерах около храма Скира, в их честь справлялся праздник Кибернесии.